# Andreas Daniel Habichhorst
Andreas Daniel Habichhorst (* 14. März 1634 in Bützow; † 30. August 1704 in Rostock) war ein deutscher evangelischer Theologe und Hochschullehrer.

## Leben
Habichhorst stammte aus der Adelsfamilie von Havichorst, sein Vater war Amtmann. Bereits bei seiner Geburt war sein Weg zum Theologen vorgezeichnet. Nach Studien, die ihn von Rostock über diverse Universitäten bis zur Universität Genf führten und die er 1658 als Magister in Philosophie in Rostock abschloss, erhielt er 1663 und 1665 durch Herzog Christian Ludwig jeweils einen Ruf an die Universität Rostock, die beide am Widerstand der Fakultät scheiterten, da diese Berufung gerade als Belohnung für die Verdienste des Vaters von Habichhorst gedacht war. 
Unter dem Dekan Heinrich Müller gelang 1669 dann die Berufung. Allerdings musste er sich noch die Lizenziatenwürde holen. Diese erlangte er 1671 an der Universität Greifswald. Von 1672 bis 1686 war er Professor der Eloquenz und Geschichte an der Philosophischen Fakultät der Universität Rostock. 1675 entging ihm abermals eine theologische Professur. 1679 erfolgte in Greifswald seine Promotion zum Dr. theol. mit der Dissertation Disputationum Pentas ex Juris canonici monumentis.
Schließlich wurde Habichhorst 1686 dann Professor der Theologie und Konsistorialrat an der Universität in Rostock. Diese Stellung hatte er bis zu seinem Tod inne. Außerdem war er Mitglied der 1643 von Philipp von Zesen gegründeten Deutschgesinnten Genossenschaft in Hamburg unter dem Namen „Der Blühsame“. In diesem Sprachverein diskutierte er mit seinen Zunftgenossen Verdeutschungen von Fremdwörtern. Dabei fühlte er sich als „Miterzschreinhalter“ verpflichtet, die Vorschläge des Oberhaupts seines Ordens zu verteidigen.

## Werke
- Disputationum Pentas ex Juris canonici monumentis, Greifswald 1679.
- Wohlgegründete Bedenkschrifft über die Zesische sonderbahre Art hochdeutsch zu schreiben und zu reden, Hamburg 1685.
- Rostochium literatum, die Gelehrten Rostocks von 1698 und 1699, Rostock 1700.
- Dreystößiger Stürmer des verführischen Jesuwiedrigen zweystößigen Mauerbrechers Lutherischen Irrgeistes, Rostock 1702.